# Hilimbaruzo (Mandrehe Utara)
Hilimbaruzo is een bestuurslaag in het regentschap Nias Barat van de provincie Noord-Sumatra, Indonesië. Hilimbaruzo telt 441 inwoners (volkstelling 2010).